# Київський з'їзд (1231)
Київський з'їзд 1231 року — княжий з'їзд князів Великого князівства Київського (Київської Русі) з династій Чернігівських Ольговичів і Смоленських Ростиславичів, що відбувся 6 квітня 1231 року в Києві.
Відбувся з нагоди поставлення Кирила на ростовську єпископську кафедру. У Лаврентівському літописі, що оповідає про з'їзд, не вказано про його рішеннях.
Хронологічно з'їзд відбувся після династичного шлюбу між старшим сином Юрія Всеволодовича володимирського Всеволодом і дочкою Великого князя Київського Володимира Рюриковича (1230).
На думку Миколи Костомарова, Великий князь Київський Володимир Рюрикович став союзником Данила Романовича відразу слідом за облогою Кам'янця (1228). Однак, на з'їзді брали участь тільки князівські династичні лінії, війська яких брали участь в облозі Кам'янця з іншого боку. Отже, на з'їзді не брали участь ні Володимирські Романовичі, ні Суздальські Юрійовичі.
У з'їзді брали участь:
- Михайло Чернігівський з сином Ростиславом (3-річним);
- Мстиславовичі Мстислав, Ярослав і Ізяслав (імовірно майбутній Ізяслав Київський);
- Ростислав Борисович (можливо, син Мстислава-Бориса Романовича) і ін.

Після з'їзду Михайло зазнав невдачі в боротьбі за Новгородське князювання на користь Ярослава Всеволодовича (облога Серенська, 1231) і включився в боротьбу за Київ, тоді Володимир Рюрикович за допомогу в обороні Києва передав Торчський Данила Романовича (а той — синам Мстислава Удатного).